# Phloeopsis minuta
Phloeopsis minuta är en skalbaggsart som först beskrevs av Aurivillius 1928.  Phloeopsis minuta ingår i släktet Phloeopsis och familjen långhorningar.
Artens utbredningsområde är Samoa. Inga underarter finns listade i Catalogue of Life.